# Horacio Campiglia
Horacio Domingo «Petrus» Campiglia (Buenos Aires, 6 de junio de 1949; detenido-desaparecido Río de Janeiro, 11 de marzo de 1980) fue un guerrillero, político y militar argentino, fundador de la organización guerrillera Montoneros en 1970, integrando su conducción. Fue detenido desaparecido en 1980, durante la dictadura autodenominada Proceso de Reorganización Nacional, utilizando el Plan Cóndor.

## Biografía

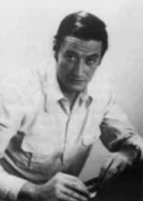
Horacio Domingo Campiglia.

Horacio Campiglia nació en Buenos Aires el 6 de junio de 1949. Realizó sus estudios secundarios en el Colegio Nacional Buenos Aires. Su padre poseía un negocio de libros antiguos en las Galerías Pacífico llamada “L’Amateur”, en la que trabajó como ayudante. Trabajó como visitador médico, se casó y tuvo dos hijas. A mediados de la década de 1960, ingreso a la Universidad de Buenos Aires para estudiar Medicina.
En 1970 ingresó a las Fuerzas Armadas Revolucionarias (FAR), donde se destacó por su conocimiento y habilidades militares. Luego de la fusión de FAR y Montoneros en 1973, se le asignó una Unidad Básica de Combate (UBC) en el populoso distrito de La Matanza, en el conurbano industrial de Buenos Aires. A fines de 1975 fue trasladado a Tucumán para preparar una Columna de Monte, pero el proyecto fue dejado sin efecto. En 1977 fue designado para conducir la Secretaría Militar Nacional, del Partido Montonero. Trasladado a México, en octubre de 1978 pasó a ser uno de los seis miembros de la Conducción Nacional Montonera, con el grado de oficial superior y el cargo de segundo comandante. 
El 11 de marzo de 1980 fue secuestrado, detenido y desaparecido en Río de Janeiro, por un grupo paramilitar argentino, con la colaboración de la dictadura instalada por entonces en Brasil, utilizando el Plan Cóndor. Fue entregado a la Jefatura II° de Inteligencia del Ejército y del Batallón 601, llevado a la Argentina en forma clandestina y asesinado. El gobierno de Brasil en diciembre de 2004 indemnizó a la familia de Campiglia por su complicidad en el secuestro.